# Forrest City
Forrest City és una població dels Estats Units a l'estat d'Arkansas. Segons el cens del 2000 tenia 14.774 habitants.

## Demografia
Segons el cens del 2000, Forrest City tenia 14.774 habitants, 4.581 habitatges, i 3.165 famílies. La densitat de població era de 350,8 habitants/km².
Dels 4.581 habitatges en un 37,5% hi vivien nens de menys de 18 anys, en un 37,2% hi vivien parelles casades, en un 28% dones solteres, i en un 30,9% no eren unitats familiars. En el 27,9% dels habitatges hi vivien persones soles l'11,9% de les quals corresponia a persones de 65 anys o més que vivien soles. El nombre mitjà de persones vivint en cada habitatge era de 2,65 i el nombre mitjà de persones que vivien en cada família era de 3,23.
Per edats la població es repartia de la següent manera: un 27,5% tenia menys de 18 anys, un 10,5% entre 18 i 24, un 32,3% entre 25 i 44, un 18,5% de 45 a 60 i un 11,1% 65 anys o més.
L'edat mediana era de 32 anys. Per cada 100 dones de 18 o més anys hi havia 121,6 homes.
La renda mediana per habitatge era de 23.111 $ i la renda mediana per família de 27.432 $. Els homes tenien una renda mediana de 29.313 $ mentre que les dones 21.295 $. La renda per capita de la població era d'11.716 $. Entorn del 29% de les famílies i el 33,4% de la població estaven per davall del llindar de pobresa.

## Poblacions més properes
El següent diagrama mostra les poblacions més properes.